# Este es tu rock: Cuca
Rock en español: Lo mejor de Cuca es el cuarto álbum recopilatorio de Cuca, este pertenece a la colección Este es tu Rock donde también se incluyen otros grupos como La Lupita, Coda, Soda Stereo entre otros.

## Lista de canciones
1. El son del dolor
2. Cara de pizza
3. Don Goyo
4. El mamón de la pistola
5. Hijo del lechero
6. La pucha asesina
7. Todo con exceso
8. Alcohol y rocanrol (en vivo)
9. Mujer cucaracha
10. La balada (versión Jose Fors)
11. Insecticida al suicida
12. Mala racha
13. Break on Through (To the Other Side)
14. Tu flor
15. Bailando con la muerte

- Datos: Q5400726